# .45 Schofield

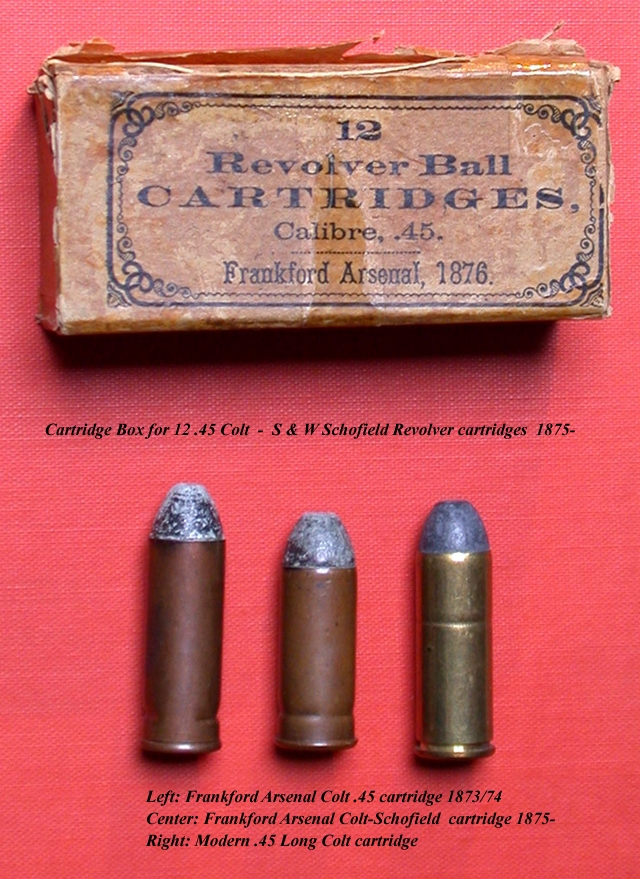
Ранні набої .45 Colt, по центру коротший набій для револьвера S&W Шофілд з капсулем Бенетом

.45 Schofield або .45 Smith & Wesson револьверний набій для револьвера Smith & Wesson S&W Модель 3 American. Він схожий на набій .45 Colt, але дещо коротший та з більшим фланцем, і підходить для револьверів, які розроблені під цей набій. Арсенали уряду США постачали набої .45 Schofield для револьверів Шофілда та Colt Army для спрощення своїх потреб в боєприпасах. Набій .45 Colt не можна використовувати в зброї під набій .45 Schofield, оскільки набій .45 Colt довший.

## Історія
Спочатку набій було розроблено під чорний порох. Револьвер Шофілда (варіант револьвера Smith & Wesson Модель 3) було запатентовано в США 20 червня 1871 та 22 квітня 1873 Smith & Wesson. Це був модифікований револьвер Smith & Wesson Модель 3 за пропозиціями майора Джорджа Шофілда. Модифікації дозволяли кавалеристам легше заряджати зброю в русі. Хоча револьвер Colt 45 був більш потужним, швидкість з якою вершник міг перезарядити револьвер Шофілда становила 30 секунд, в половину менше ніж Colt 45. До 1879 армія США замовила 8285 револьверів. Через зменшену потужність та віддачу у порівнянні з револьвером Colt .45, револьвер був більш точним, але мав ще мав ефективну зупиняючу силу. Він став стандартним армійським набоєм, хоча Colt 1873 все ще залишався основним озброєнням армії США.
Набій .45 Schofield був коротшим за набій .45 Colt. Його можна використовувати в револьверах Шофілда та Colt 45 Peacemaker, але набій .45 Colt не можна використовувати в револьвері Шофілда через свою довжину. В результаті до 1880-х армія нарешті стандартували набій .45 калібру для обох револьверів, M1887 Military Ball Cartridge. M1887 створили в Франкфордському арсеналі і використовували лише на військовій службі. Він мав коротшу гільзу ніж набій Шофілд і фланець, як у набою Кольта; оскільки набій був коротким він підходив до револьвера Шофілда, а оскільки фланець був таким самим як у набою Кольта, в револьвері Single Action Army набій M1887 не було потреби використовувати стрижневий ежектор.
Револьвер Шофілда був популярною зброєю на старому заході, і, можливо, його використовував генерал Кастер в битві при Літтл-Біггорн. Ефективність набою в битві призвела до того, що пізніше його характеристики було відтворено в набої .45 ACP.
На початку 1880-х капсуль Бенета застарів і його замінив сучасний капсуль Боксера, який почали використовувати для всіх майбутніх боєприпасів для револьверів.

## Синоніми
- .45 S&W
- .45 S&W Schofield
- .45 M1877 ball revolver